# Compagnie du Nord
Compagnie du Nord (Nordkompaniet) var ett i Québec baserat handelskompani med inriktning på pälshandel. Det bildades 1682, oktrojerades 1685 och likviderades 1700 på grund av kapitalbrist. 
Nordkompaniet fick franskt monopol på pälshandeln i Hudson Bay 1685. Tre år senare inledde Nya Frankrike en serie anfall mot Hudson Bay-kompaniets faktorier, som huvudsakligen bekostas av kompaniet. Moose Fort, Charles Fort och Albany Fort erövras samma år och York Factory erövras 1694. Krigskostnaderna och den tjugofemprocentiga skatten på pälsverk tvingade slutligen företaget i konkurs.